# Kazimierz Orlicz
Kazimierz Michał Orlicz (ur. 1899 w Okocimiu, zm. 1945 w Stutthofie) – inżynier, architekt, inspektor budownictwa, bydgoski działacz kultury.

## Życiorys
Urodził się 18 lutego 1899 r. w Okocimiu, w Krakowskiem. Był synem Franciszka, zarządcy browaru w Okocimiu i Marii z domu Rossknecht. W Okocimiu uczęszczał do fabrycznej szkoły powszechnej. Następnie uczył się w gimnazjum klasycznym w Tarnowie, gdzie uzyskał świadectwo dojrzałości. W 1918 r. zapisał się na Wydział Architektury Politechniki Lwowskiej. W końcu 1918 r. zgłosił się jako ochotnik do wojska. Brał udział w wojnie z Ukraińcami i obronie Lwowa.
W 1919–1920 r. kontynuował studia w Politechnice Lwowskiej. Wziął udział w agitacji plebiscytowej na Spiszu. W sierpniu 1920 r. ochotniczo zgłosił się do wojska i bił się w wojnie polsko-sowieckiej aż do jej zakończenia. Następnie powrócił do przerwanych studiów. Odbywał praktyki wakacyjne, pracował w biurach projektowych między innymi we Lwowie, Przemyślu i Dęblinie. W grudniu 1924 r. uzyskał dyplom inżyniera architekta.
Wiosną 1925 r. otrzymał kontraktową posadę w Kierownictwie Przebudowy Państwowych Zakładów Zdrojowych w Krynicy. Wykonał szereg projektów budynków mieszkalnych i gospodarczych, obiektów przeznaczonych na pomieszczenie maszyn i urządzeń. Kierując bezpośrednio organizacją i wykonawstwem robót zyskał wszechstronną praktykę we wszystkich dziedzinach budowlanych, a także znajomość budowy dróg i mostów, wodociągów, fundamentowania maszyn, wiertnictwa i innych zagadnień. Zmniejszenie kredytów i zakresu robót sprawiły, że został objęty redukcją i zwolniony w sierpniu 1928 r.

### Działalność w Bydgoszczy
11 września 1928 r. wziął udział w konkursie na wakujące stanowisko inżyniera – architekta, ogłoszonym przez magistrat Bydgoszczy. 1 stycznia 1929 r. rozpoczął pracę w Bydgoszczy jako architekt oraz inspektor budownictwa miejskiego w Urzędzie Budownictwa Naziemnego. W urzędzie tym pracował do 31 marca 1939 r., pełniąc funkcje: architekta miejskiego (1929–1934), kierownika Oddziału Budownictwa Miejskiego i zastępcy naczelnika Wydziału (1934–1938) i kierownika Referatu Projektów (1938–1939).
Pod jego kierownictwem powstało szereg budowli w Bydgoszczy:
- szkoły powszechne przy ulicach Poniatowskiego i Żeglarskiej,
- bloki mieszkalne przy ulicy Żwirki i Wigury,
- zabudowania regatowe w Brdyujściu,
- strzelnica małokalibrowa na stadionie miejskim,
- pawilon przy kortach tenisowych na stadionie miejskim,
- osiedle robotnicze przy ulicy Smoleńskiej (24 budynki mieszkalne i 6 budynków gospodarczych dla 240 rodzin),
- dom administracyjny elektrowni,
- nowa stacja pomp wodociągów miejskich.

Ponadto sprawował kierownictwo i nadzór nad budową wielu obiektów mniejszych, adaptacjami, przeróbkami, remontami kapitalnymi, dekoracjami okolicznościowymi. Powierzono mu również nadzór nad dokończeniem budowy Szpitala Miejskiego.
Wykonał również szereg projektów jak na przykład budynku szkoły w Miedzyniu przy ulicy Pijarów, szkoły powszechnej przy ulicy Rejtana (20 klas), gimnazjum elektrycznego, gimnazjum kupieckiego i inne.
W latach 1934–1936 pełnił funkcję kierownika referatu urbanistycznego i biura Komitetu Rozbudowy Miasta, opracowując szczegółowe plany zabudowania poszczególnych fragmentów miasta. We wrześniu 1936 r. został na trzy lata zastępcą ławnika Sądu Pracy i Sądu Okręgowego w Bydgoszczy. Działał w Radzie Artystyczno-Kulturalnej (członek zarządu od 1938 r.), Związku Plastyków Pomorskich, Grupie Plastyków Bydgoskich (od 1936 r.) Z Zarządu Miasta odszedł na własną prośbę, a od 1 kwietnia 1939 r. prowadził własne biuro projektowe przy ulicy Gdańskiej 86.

### Losy w okresie okupacji
Po najeździe Niemiec na Polskę we wrześniu 1939 r., pozostał w Bydgoszczy. Pracował w firmie budowlanej przy ul. Marcinkowskiego. 21 lipca 1944 r. został aresztowany przez gestapo z podejrzeniem o działalność w Armii Krajowej. 31 sierpnia 1944 r. osadzono go w obozie koncentracyjnym w Stutthofie; miał numer obozowy 92473. Zmarł w marcu 1945 r. w czasie ewakuacji obozu w Rybnie. 16 marca 1945 r. został uznany przez bydgoski sąd za zmarłego.

### Rodzina
Kazimierz Orlicz od 1927 r. był żonaty z Wandą z Szymanków, z zawodu nauczycielką. Miał syna Jerzego Lecha (1930).